# Interclubs 2018/19
Die Interclubs 2018/19 ist die belgische Mannschaftsmeisterschaft im Schach.
Meister wurde der Cercle d’Échecs Fontainois, während sich der Titelverteidiger Schachfreunde Wirtzfeld mit dem siebten Platz begnügen musste. Aus der Division 2 waren im Vorjahr der S.C. Jean Jaurès aus Gent und der Club d’échecs de Watermael-Boitsfort aufgestiegen. Während Jean Jaurès den Klassenerhalt erreichte, musste Watermael-Boitsfort zusammen mit dem Schaakkring Brasschaat direkt wieder absteigen. L’Echiquier Amaytois verlegte seinen Vereinssitz von Amay in das zu Huy gehörende Dorf Tihange, damit verbunden war die Umbenennung des Vereins in L’Echiquier Mosan.
Zu den gemeldeten Mannschaftskadern siehe Mannschaftskader der Interclubs 2018/19.

## Spieltermine
Die Wettkämpfe wurden am 30. September, 7. und 28. Oktober, 18. November, 2. Dezember 2018, 3., 10. und 24. Februar, 17. und 31. März sowie 7. April 2019 gespielt.

## Modus
Die zwölf teilnehmenden Mannschaften spielten ein einfaches Rundenturnier. Über die Platzierung entschied zunächst die Anzahl der Mannschaftspunkte (zwei Punkte für einen Mannschaftssieg, ein Punkt für ein Unentschieden, kein Punkt für eine Niederlage) und dann die Zahl der Brettpunkte (ein Punkt für einen Sieg, ein halber Punkt für ein Remis, kein Punkt für eine Niederlage).

## Tabelle
| Pl. | Verein                                                 | Sp | G | U | V  | MP    | Brett-P.  |
| --- | ------------------------------------------------------ | -- | - | - | -- | ----- | --------- |
| 01. | Cercle d’Échecs Fontainois                             | 11 | 7 | 2 | 2  | 16:6  | 53,0:35,0 |
| 02. | Koninklijke Gentse Schaakkring Ruy Lopez               | 11 | 6 | 4 | 1  | 16:6  | 50,5:37,5 |
| 03. | L’Echiquier Mosan                                      | 11 | 7 | 1 | 3  | 15:7  | 52,5:35,5 |
| 04. | KSK Rochade Eupen-Kelmis                               | 11 | 5 | 5 | 1  | 15:7  | 47,5:40,5 |
| 05. | Schaakclub Wachtebeke                                  | 11 | 6 | 3 | 2  | 15:7  | 47,5:40,5 |
| 06. | Koninklijke Brugse Schaakkring                         | 11 | 6 | 2 | 3  | 14:8  | 51,5:36,5 |
| 07. | Schachfreunde Wirtzfeld (M)                            | 11 | 5 | 2 | 4  | 12:10 | 54,5:33,5 |
| 08. | Cercle Royal des Echecs de Liège et Echiquier Liègeois | 11 | 4 | 2 | 5  | 10:12 | 42,0:46,0 |
| 09. | KSK 47 Eynatten                                        | 11 | 4 | 0 | 7  | 8:14  | 41,0:47,0 |
| 10. | S.C. Jean Jaurès (N)                                   | 11 | 4 | 0 | 7  | 8:14  | 37,0:51,0 |
| 11. | Club d’échecs de Watermael-Boitsfort (N)               | 11 | 0 | 2 | 9  | 2:20  | 25,5:62,5 |
| 12. | Schaakkring Brasschaat                                 | 11 | 0 | 1 | 10 | 1:21  | 25,5:62,5 |

### Entscheidungen
|     | Belgischer Meister: Cercle d’Échecs Fontainois                                            |
|     | Absteiger in die Division 2: Club d’échecs de Watermael-Boitsfort, Schaakkring Brasschaat |
| (M) | Meister der letzten Saison                                                                |
| (N) | Aufsteiger der letzten Saison                                                             |

## Kreuztabelle
| Ergebnisse | Ergebnisse                                             | 01. | 02. | 03. | 04. | 05. | 06. | 07. | 08. | 09. | 10. | 11. | 12. |
| ---------- | ------------------------------------------------------ | --- | --- | --- | --- | --- | --- | --- | --- | --- | --- | --- | --- |
| 01.        | Cercle d’Échecs Fontainois                             |     | 4   | 4½  | 3½  | 4   | 4½  | 5   | 3   | 6   | 6   | 7   | 5½  |
| 02.        | Koninklijke Gentse Schaakkring Ruy Lopez               | 4   |     | 5   | 4   | 2   | 5½  | 4   | 5   | 5   | 7   | 4   | 5   |
| 03.        | L’Echiquier Mosan                                      | 3½  | 3   |     | 4   | 6   | 5½  | 4½  | 2   | 6   | 5½  | 5   | 7½  |
| 04.        | KSK Rochade Eupen-Kelmis                               | 4½  | 4   | 4   |     | 4   | 4   | 5   | 4   | 5   | 2   | 4½  | 6½  |
| 05.        | Schaakclub Wachtebeke                                  | 4   | 6   | 2   | 4   |     | 2½  | 4   | 5½  | 4½  | 5½  | 5   | 4½  |
| 06.        | Koninklijke Brugse Schaakkring                         | 3½  | 2½  | 2½  | 4   | 5½  |     | 4½  | 4   | 5½  | 6   | 8   | 5½  |
| 07.        | Schachfreunde Wirtzfeld                                | 3   | 4   | 3½  | 3   | 4   | 3½  |     | 6   | 6½  | 6   | 7½  | 7½  |
| 08.        | Cercle Royal des Echecs de Liège et Echiquier Liègeois | 5   | 3   | 6   | 4   | 2½  | 4   | 2   |     | 3   | 3½  | 4½  | 4½  |
| 09.        | KSK 47 Eynatten                                        | 2   | 3   | 2   | 3   | 3½  | 2½  | 1½  | 5   |     | 5½  | 6½  | 6½  |
| 10.        | S.C. Jean Jaurès                                       | 2   | 1   | 2½  | 6   | 2½  | 2   | 2   | 4½  | 2½  |     | 6½  | 5½  |
| 11.        | Club d’échecs de Watermael-Boitsfort                   | 1   | 4   | 3   | 3½  | 3   | 0   | ½   | 3½  | 1½  | 1½  |     | 4   |
| 12.        | Schaakkring Brasschaat                                 | 2½  | 3   | ½   | 1½  | 3½  | 2½  | ½   | 3½  | 1½  | 2½  | 4   |     |

## Die Meistermannschaft
| 1.            | Cercle d'Échecs Fontainois |
| Schachfiguren | Maxime Lagarde, Daniele Vocaturo, Falko Bindrich, Pawel Tregubow, Jules Moussard, Namiq Quliyev, Jean-Noël Riff, Axel Delorme, Anthony Wirig, Pierre Bailet, Andrei Orlow, Ekrem Cekro, Quentin Fontaine, Ivo Wantola, Pieter Claesen, Nicola Capone, Daniel Dardha, Jean Herman, Andy Marechal. |